# Zing Music Awards 2020
Zing Music Awards 2020 (viết tắt: ZMA 2020) là giải thưởng Zing Music Awards lần thứ 11 do Zing tổ chức với chủ đề "Âm nhạc không cách ly". Đây là chuỗi sự kiện trực tuyến diễn ra trong 3 tháng (từ tháng 11/2020 đến tháng 1/2021) bao gồm bình chọn các hạng mục giải thưởng, tuần lễ công bố giải thưởng và tôn vinh, các phần trình diễn tái hiện bức tranh Vpop 2020, cuộc thi cover bài hát của thần tượng.

## Tổ chức

### Quá trình đề cử

#### Hội đồng nghệ thuật
1. Nhạc sĩ Nguyễn Cường (Chủ tịch)
2. Nhạc sĩ Nguyễn Hồng Thuận
3. Nhà sản xuất, nhạc sĩ Khắc Hưng
4. Nhà sản xuất, nhạc sĩ Rhymastic
5. Ca sĩ Thanh Hà

#### Danh sách đề cử

Hương Giang (top 20 "Nghệ sĩ của năm" và giành chiến thắng giải "Nghệ sĩ nữ được yêu thích"), đây là năm thứ 2 liên tiếp cô thắng hạng mục này

Erik (top 5 "Nam nghệ sĩ được yêu thích", chiến thắng giải thưởng quan trọng nhất "Nghệ sĩ của năm") có giải thưởng ZMA thứ 6 trong sự nghiệp

Cơ cấu giải thưởng ZMA 2020 không thay đổi so với năm 2019, vẫn bao gồm 8 hạng mục: Nghệ sĩ của năm, Phát hiện của năm, nhóm giải thưởng theo thể loại âm nhạc (Ca khúc Pop/Ballad, Rap/Hip Hop, Dance/Electronic, R&B/Soul được yêu thích) và nhóm giải thưởng yêu thích (Nam/Nữ nghệ sĩ được yêu thích). Danh sách đề cử dành cho các cá nhân:
|            |           | Nghệ sĩ của năm | Phát hiện của năm                                                       | Nam nghệ sĩ được yêu thích | Nữ nghệ sĩ được yêu thích                                                                                               |
| Shortlists | Đoạt giải | Erik | Pháo                                                                    | Jack | Hương Giang |
| Shortlists | Đề cử     | - Đạt G, Du Uyên - Lê Bảo Bình - Đức Phúc - Jack                                                                          | - YuniBoo - Lil Zpoet - Doãn Hiếu - DatKaa                              | - Erik - Mr. Siro - Đức Phúc - Quân A.P | - Amee - Min - Hòa Minzy - Hiền Hồ                                                                                      |
|            |           | |                                                                         | | |
| Longlists  | Top 10    | - Amee - Binz - K-ICM, APJ - Quân A.P - Trịnh Thăng Bình, Liz Kim Cương                                                   | - Quinn, Chilly - Quang Đông - Bảo Yến Rosie - Long Nón Lá - Hồng Thanh | - Đạt G - K-ICM, APJ - Lê Bảo Bình - Trịnh Thăng Bình - Ricky Star                                                                             | - Hương Ly - Liz Kim Cương - Pháo - Han Sara - Bảo Anh                                                                  |
| Longlists  | Top 20    | - Đình Dũng - Hòa Minzy - Hương Giang - Hương Ly - Min - Minh Vương M4U - Mr. Siro - Như Việt - Phan Duy Anh - Thanh Hưng | N/A                                                                     | - Minh Vương M4U - Phan Duy Anh - Thanh Hưng - Lil Zpoet - Doãn Hiếu - Đinh Đại Vũ - Chung Thanh Duy - Quang Đăng Trần - Nhật Phong - Như Việt | - Du Uyên - Bảo Yến Rosie - YuniBoo - Khổng Tú Quỳnh - Yến Tatoo - LyLy - Chi Pu - Miu Lê - Phương Ly - Dương Hoàng Yến |

Hai phút hơn – Pháo, CM1X (top 5 "Ca khúc Dance / Electronic được yêu thích") là bài hát nổi tiếng trên toàn thế giới và từng đạt vị trí thứ 10 trên BXH Song Sales World Digital của Billboard

Bigcityboi – Binz, Touliver (top 5 "Ca khúc Rap / Hip hop được yêu thích") là bài hát thành công nhất của Binz năm 2020, chiến thắng 2 hạng mục quan trọng tại Giải thưởng Làn Sóng Xanh 2020

Hoa hải đường – Jack (chiến thắng giải "Ca khúc Dance / Electronic được yêu thích") đạt được nhiều thành công lớn khi vươn đến top thịnh hành của 7 quốc gia trên toàn cầu, đồng thời dẫn đầu doanh số bán nhạc trên iTunes Việt Nam ngay khi phát hành

ZMA 2020 có 4 hạng mục thể loại nhạc, bao gồm: Pop / Ballad, Rap / Hip hop, R&B / Soul và Dance / Electronic. Danh sách đề cử ban đầu được công bố vào ngày 4 tháng 12 và khán giả bắt đầu bình chọn từ ngày 7 tháng 12, sau đó là top 10 và top 5 lần lượt vào ngày 14 tháng 12 và 21 tháng 12 năm 2020, cùng với các hạng mục dành cho cá nhân. Danh sách đề cử dành cho các tác phẩm:
|            |                   | Ca khúc Pop / Ballad được yêu thích | Ca khúc Rap / Hip hop được yêu thích | Ca khúc R&B / Soul được yêu thích | Ca khúc Dance / Electronic được yêu thích |
| Shortlists | Đoạt giải         | Không thể cùng nhau suốt kiếp – Hòa Minzy, Mr. Siro | Thiên đàng – Wowy, JoliPoli | Khác biệt to lớn – Trịnh Thăng Bình, Liz Kim Cương | Hoa hải đường – Jack |
| Shortlists | Đề cử             | - Có như không có – Hiền Hồ, Đạt G - Hơn cả yêu – Đức Phúc - Bông hoa đẹp nhất – Quân A.P - Em không sai chúng ta sai – Erik | - OK – Binz - Sầu hồng gai – G5RSquad - Tết đong đầy 2 – Khoa, Lăng LD - Bigcityboi – Binz, Touliver                                                                             | - Khóc cùng em – Mr. Siro, Gray, Wind - Missing you – Phương Ly, TINLE - Vì yêu cứ đâm đầu – Min, Đen, JustaTee - Hoa vô sắc – Jack, K-ICM                                                                    | - Butterfly - Vitamin D – Nam Em - Anh kết em rồi – Hồng Thanh, DJ Mie - Lười yêu – Bảo Anh - Hai phút hơn – Pháo, CM1X |
|            |                   | | | | |
| Longlists  | Top 10            | - Bánh mì không – Đạt G, Du Uyên - Sao anh chưa về nhà – Amee, Ricky Star - Ai mang cô đơn đi – K-ICM, APJ - Cô đơn không muốn về nhà – Mr. Siro - Thích thì đến – Lê Bảo Bình | - Bài ca cách ly – Tùng Maru, Hoàng Yến Chibi, Huỳnh Hiền Năng - Em có biết – H2K - Chỉ còn ta và ta giữa trời – Killic, D.Blue - Cô Na đi xa – OSAD - Đoạn tình phai – G5RSquad | - 05 (Không phai) – Tăng Duy Tân, T.R.I - Dừng thương – DatKaa - Mãi mãi không phải anh – Thanh Bình - Thế là không xanh chín rồi – Han Sara, Tùng Maru - Yêu từ đâu mà ra – Lil Zpoet                        | - Mơ anh – Chi Pu - Bánh mì Việt Nam – Nguyễn Đình Vũ - If You Love Me – K-ICM - Duyên trời lấy 2 – Chung Thanh Duy - Đi cùng em – Minh Vương M4U, Lemon Climb, ACV |
| Longlists  | Lọt vào danh sách | - Ai đợi mình được mãi – Thanh Hưng - Anh mệt rồi – Anh Quân Idol - Cho anh say – Phan Duy Anh, ACV - Cứ thế rời xa – Yến Tatoo, Great - Lá xa lìa cành – Lê Bảo Bình - Nắm – Minh Vương M4U, Hương Ly - Phụ tình – Trịnh Đình Quang - Tình anh – Đình Dũng, ACV - Tình đẹp đến mấy cũng tàn – Như Việt - Yêu một người tổn thương – Nhật Phong | - Đóa quỳnh lan – YuniBoo, H2K - One More Night – Kaeri, CM1X - Nếu sớm mai là hôm nay – SoHo, Lena - Say em – QNT, Refund Band - Mặt trời bé con – H2K, TRUNKY                  | - 2+3=5 – T.R.I, Cammie - Hết yêu thật sao (Let me love you) – JSOL - Let me go – Han Sara - Một ngụm cà phê – HuyR, Tùng Viu - Muốn dụ em hay gì – Vũ Phụng Tiên, V.O.X - Tìm tôi? (Find me?) – Khoi Vu, Thỏ | - Đố em bắt được anh – Đỗ Phú Quí, Double Noize - I'm Calling For You – K-ICM - Qua đèo ngang – TRUNKY, An - Giải nghiệp – LipB - Đớp thính chưa nà? – LipB - Anh là gã ngốc – Juun D - Kết duyên – YuniBoo, Goctoi Mixer - Tình yêu đặt không đúng nơi – Chu Bin, Thanh Hưng - Người bay – Trọng Hiếu - Hãy cho anh ngỏ lời – Mai Tiến Dũng |

### Lễ trao giải
Vào lúc 20 giờ ngày 7 tháng 1 năm 2021, livestream công bố kết quả Zing Music Awards (ZMA) 2020 đã chính thức diễn ra trên ứng dụng Zing MP3. Để đảm bảo an toàn sức khỏe cho cộng đồng trước dịch Covid-19, buổi công bố các quán quân ZMA 2020 tiến hành trực tuyến, thay vì tổ chức lễ trao giải ở nhà hát hay sân vận động như các mùa giải trước.

## Kết quả
| Hạng mục                                  | Người chiến thắng                                   |
| ----------------------------------------- | --------------------------------------------------- |
| Nghệ sĩ của năm                           | Erik                                                |
| Phát hiện của năm                         | Pháo                                                |
|                                           |                                                     |
| Nam nghệ sĩ được yêu thích                | Jack                                                |
| Nữ nghệ sĩ được yêu thích                 | Hương Giang                                         |
|                                           |                                                     |
| Ca khúc Pop / Ballad được yêu thích       | Không thể cùng nhau suốt kiếp – Hòa Minzy, Mr. Siro |
| Ca khúc Rap / Hip hop được yêu thích      | Thiên đàng – Wowy, JoliPoli                         |
| Ca khúc R&B / Soul được yêu thích         | Khác biệt to lớn – Trịnh Thăng Bình, Liz Kim Cương  |
| Ca khúc Dance / Electronic được yêu thích | Hoa hải đường – Jack                                |